# Episodi di Finalmente soli (seconda stagione)
La seconda stagione della serie televisiva Finalmente soli, composta da 20 episodi, è stata trasmessa per la prima volta in Italia dal 7 ottobre 2000 al 17 febbraio 2001 su Canale 5.
| nº | Titolo                             | Prima TV Italia  |
| -- | ---------------------------------- | ---------------- |
| 1  | Falsi allarmi                      | 7 ottobre 2000   |
| 2  | Babysitter cercasi                 | 14 ottobre 2000  |
| 3  | Una mogliettina d'oro              | 21 ottobre 2000  |
| 4  | Il professor Gigi                  | 28 ottobre 2000  |
| 5  | Alla ricerca dell'Orsi perduto     | 4 novembre 2000  |
| 6  | Tutta colpa dei panda              | 11 novembre 2000 |
| 7  | Purché sia amore                   | 18 novembre 2000 |
| 8  | Ho scritto t'amo                   | 25 novembre 2000 |
| 9  | Come tu mi vuoi                    | 2 dicembre 2000  |
| 10 | Scambio a sorpresa                 | 9 dicembre 2000  |
| 11 | Amore e fisco                      | 16 dicembre 2000 |
| 12 | La sera dei miracoli               | 23 dicembre 2000 |
| 13 | Nonna in love                      | 30 dicembre 2000 |
| 14 | Poveri ricchi!                     | 6 gennaio 2001   |
| 15 | Spartaco, la rivolta degli schiavi | 13 gennaio 2001  |
| 16 | Silenzio, si strilla!              | 20 gennaio 2001  |
| 17 | Il complesso di Egidio             | 27 gennaio 2001  |
| 18 | Alice la Premier                   | 3 febbraio 2001  |
| 19 | Cuore di mamma                     | 10 febbraio 2001 |
| 20 | Sarà quello che sarà               | 17 febbraio 2001 |

## Falsi allarmi
- Diretto da: Francesco Vicario
- Scritto da: Edoardo Erba

### Trama
Riccardino ha il mal di pancia, Gigi e Alice informati dal pediatra dice che potrebbe avere un esantema e chiamano l'ambulanza, alla fine però Riccardino doveva solo mettere il primo dentino. La sera Gigi si sente male e viene l'infermiere che aveva controllato Riccardino.

## Babysitter cercasi
- Diretto da: Francesco Vicario
- Scritto da: Edoardo Erba

### Trama
Stremati dal lavoro e dal bimbo, Alice e Gigi decidono di ricorrere a una baby-sitter per poter uscire la sera. Ma i dubbi sulla ragazza scelta sono moltissimi, soprattutto a causa della loro ingiustificata apprensione.

## Una mogliettina d'oro
- Diretto da: Francesco Vicario
- Scritto da: Adriano Carnevali, Beppe Zatta

### Trama
Dopo un litigio per futili motivi, Alice prende il bimbo e se ne va di casa, restituendo a Gigi il prezioso anello di fidanzamento. Nel frattempo, arrivano il gioielliere e un'amica della donna che combinano diversi guai.

## Il professor Gigi
- Diretto da: Francesco Vicario
- Scritto da: Adriano Carnevali, Beppe Zatta

### Trama
È sabato, e Gigi spera nel meritato riposo della domenica. Ma Alice, per fare una cortesia a Wanda, gli ha organizzato un corso di medicina pratica per la terza età.

## Alla ricerca dell'Orsi perduto
- Diretto da: Francesco Vicario
- Scritto da: Barbara Cappi, Giorgio Vignali

### Trama
Chantal, 5 anni, figlia di un cliente di Gigi, sottrae a Riccardino l'orsetto di peluche, provocandogli una disperazione totale. L'orso non si trova finché non torna il cliente per restituirlo.

## Tutta colpa dei panda
- Diretto da: Francesco Vicario
- Scritto da: Barbara Cappi, Giorgio Vignali

### Trama
Un cliente di Gigi gli consiglia di investire in Borsa una cospicua somma di denaro. Gigi incarica dell'operazione Alice che, una volta scoperta che l'azienda dove Gigi vuole investire è la stessa che sta distruggendo le foreste dei panda, decide, per motivi ecologici, di acquistare le azioni di un'altra società: la Floravit. Ma i titoli si sa, ondeggiano facilmente, e l'azienda crolla, facendo perdere tutti i soldi investiti.

## Purché sia amore
- Diretto da: Francesco Vicario
- Scritto da: Barbara Cappi, Giorgio Vignali

### Trama
Alice vuole trovare un fidanzato alla sua amica Maricla. A Gigi viene in mente un suo compagno di liceo, bello e simpatico. All'incontro i due sembrano fatti l'uno per l'altra. Ma l'uomo fa una confessione a Gigi.

## Ho scritto t'amo
- Diretto da: Francesco Vicario
- Scritto da: Barbara Cappi, Giorgio Vignali

### Trama
Gigi è invitato a un importante congresso di medicina negli Stati Uniti, precisamente a Dallas in Texas. Alice, oberata dai lavori di casa e dall'impegnativo Riccardino, si spedisce delle lettere d'amore per far ingelosire Gigi.

## Come tu mi vuoi
- Diretto da: Francesco Vicario
- Scritto da: Barbara Cappi, Giorgio Vignali

### Trama
Gigi decide di farsi un trapianto di capelli senza dirlo ad Alice che, di nascosto, vuole rifarsi il seno. Quando il chirurgo estetico convocato dalla donna arriva a casa Mantelli, trova solo Gigi e lo scambia per il suo paziente.

## Scambio a sorpresa
- Diretto da: Francesco Vicario
- Scritto da: Edoardo Erba

### Trama
Riccardino ha qualche problema intestinale. Mentre Wanda e Alice si accingono ad accudirlo, Gigi prega la moglie, in assenza dell'infermiera, di occuparsi dei clienti. La confusione è al massimo.

## Amore e fisco
- Diretto da: Francesco Vicario
- Scritto da: Adriano Carnevali, Beppe Zatta

### Trama
Allo studio arriva il primo amore di Alice. Lui ne è ancora innamorato, così per poterla rivedere continua a prenotare nuove visite. Gigi, insospettito, pensa che egli sia un ispettore del fisco.

## La sera dei miracoli
- Diretto da: Francesco Vicario
- Scritto da: Barbara Cappi, Giorgio Vignali

### Trama
Mentre i Mantelli pensano al cenone, Anna, la nuova vicina, è terrorizzata da un uomo che la segue per strada. Si tratta del padre che vuole far pace con lei proprio la notte di Natale.

## Nonna in love
- Diretto da: Francesco Vicario
- Scritto da: Barbara Cappi, Giorgio Vignali

### Trama
Wanda si è innamorata e Gigi, forse interessato a togliersela di torno, cerca di favorire la relazione. La cena di presentazione è d'obbligo: Amedeo si mostra acculturato e snob davanti alla simpatia prorompente di Gigi, ma la sua istintiva avversione per Riccardino crea disagio alla compagna.

## Poveri ricchi!
- Diretto da: Francesco Vicario
- Scritto da: Adriano Carnevali, Beppe Zatta

### Trama
Wanda e Alice giocano di nascosto al Superenalotto e vincono un'enorme somma di denaro. Per non dare nell'occhio, però, fingono di essere in gravi difficoltà economiche per non suscitare l'invidia dei vicini.

## Spartaco, la rivolta degli schiavi
- Diretto da: Francesco Vicario
- Scritto da: Barbara Cappi, Giorgio Vignali

### Trama
Spartaco non ne può più di Elvira ed è deciso a divorziare. Poi cambia idea, ma tutti i tentativi di tornare indietro si rivelano inutili.

## Silenzio, si strilla!
- Diretto da: Francesco Vicario
- Scritto da: Edoardo Erba

### Trama
Alice ricorre a un libro allo scopo di far smettere il figlio di piangere in continuazione, ma le cose non vanno come previsto.

## Il complesso di Egidio
- Diretto da: Francesco Vicario
- Scritto da: Adriano Carnevali, Beppe Zatta

### Trama
Gigi confessa di soffrire di un complesso di inferiorità nei confronti di un ex compagno di scuola: Egidio Pennacchioni. Alice gli consiglia di invitarlo a casa per risolvere il problema una volta per tutte.

## Alice la premier
- Diretto da: Francesco Vicario
- Scritto da: Adriano Carnevali, Beppe Zatta

### Trama
Alice si lascia convincere a occuparsi dei problemi del condominio, ma il compito si rivela essere più difficile del previsto e la situazione diventa ben presto insostenibile.

## Cuore di mamma
- Diretto da: Francesco Vicario
- Scritto da: Barbara Cappi, Giorgio Vignali

### Trama
Una vagabonda, in preda al mal di denti, chiede aiuto ad Alice sul portone di casa, proprio davanti alla targa del dottor Mantelli. Si tratta però di una ladra che cerca di rubare in compagnia del figlio.

## Sarà quel che sarà
- Diretto da: Francesco Vicario
- Scritto da: Barbara Cappi, Giorgio Vignali

### Trama
Alice e Gigi fantasticano sul futuro che il destino potrebbe riservare al loro adorato figlio. Alice lo immagina un missionario laico in giro per il mondo, mentre Gigi vorrebbe che diventasse un affermato dentista.